# Antonino Paternò Castello, marchese di San Giuliano
Antonino Paternò-Castello, VIII Marchese di San Giuliano (noto come Antonino di San Giuliano; Catania, 10 dicembre 1852 – Roma, 16 ottobre 1914), è stato un politico e diplomatico italiano.
Liberale e anticlericale, dopo essere stato ministro delle Poste del Regno d’Italia nel 1899, fu ministro degli Esteri dal 1905 al 1906 e dal 1910 al 1914.
Durante il suo primo mandato agli Esteri (1906), alla Conferenza di Algeciras, l'Italia svolse un ruolo autonomo rispetto all'alleata Germania. Successivamente San Giuliano fu inviato come ambasciatore a Londra e Parigi (1906-1910).
Iniziato il suo secondo mandato agli Esteri (1910), seguì per l'Italia la Crisi di Agadir che sfruttò per dare inizio al conflitto con la Turchia. Dopo i primi successi dell'esercito italiano in Libia non gli fu possibile realizzare un semplice protettorato per la decisione del presidente del Consiglio Giovanni Giolitti di attuare una conquista e una annessione completa. Prolungatosi perciò il conflitto, gestì la difficile posizione dell'Italia nei confronti dell'Europa.
Guidò le trattative per il rinnovo della Triplice alleanza del 1912 e gestì gli sviluppi per l'Italia delle guerre balcaniche, con particolare attenzione all'Albania di cui sosteneva l'importanza strategica per il controllo dell'Adriatico.
Benché fautore della Triplice alleanza, allo scoppio della prima guerra mondiale iniziò trattative di avvicinamento alla Triplice Intesa. Tali contatti portarono poi, con i suoi successori agli Esteri, alla stipulazione del Patto di Londra e alla conseguente discesa in guerra dell'Italia contro l'Austria-Ungheria nel 1915.

## Biografia

### Le origini e la gioventù

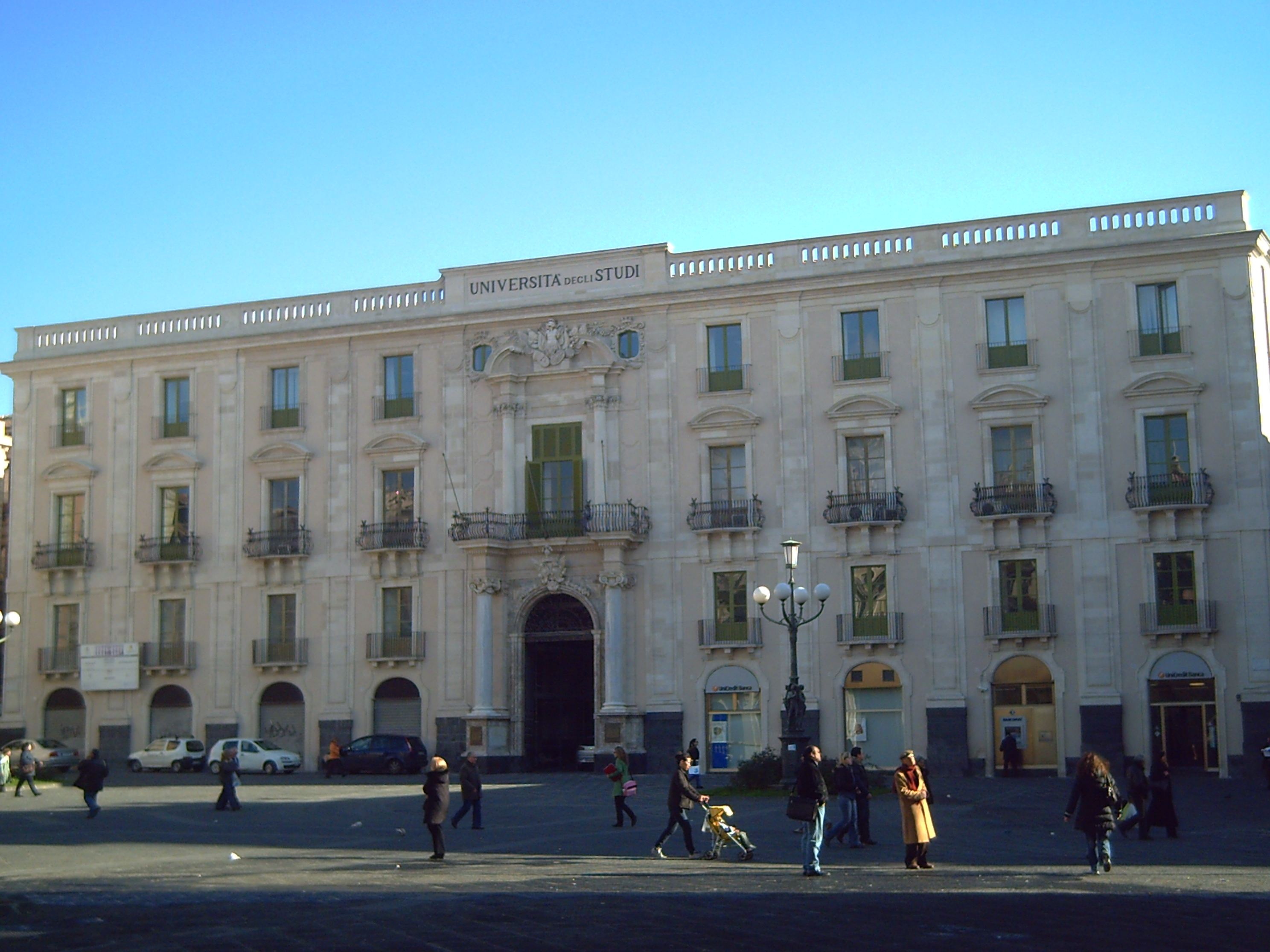
L'antico palazzo dei San Giuliano a Catania, oggi.

Antonino Paternò Castello, marchese di San Giuliano, discendeva da un'antica famiglia (Paternò) dell'XI secolo proveniente da Embrun, in Francia, il cui primo esponente noto fu Roberto d'Embrun giunto in Sicilia al seguito dei re normanni. Il capostipite del ramo dei San Giuliano fu l'omonimo Antonino Paternò Castello che nel 1693 sposò Giulia Asmundo e Joppolo. Costei, unica figlia del marchese di San Giuliano, gli portò in dote il titolo e i vasti possedimenti tra Catania e Siracusa.
Antonino nacque a Catania il 10 dicembre 1852 dal matrimonio fra Benedetto, settimo Marchese di San Giuliano, e Donna Caterina Statella e Moncada, figlia del principe Antonio Statella di Cassaro. Antonino di San Giuliano fu figlio unico, ebbe quali punti di riferimento culturali la madre, alla quale era molto affezionato, e la ricca biblioteca di Palazzo San Giuliano. Da adolescente i suoi autori preferiti furono Goethe e Dante, della cui Divina commedia divenne poi un cultore.
Il giovane San Giuliano riuscì presto a padroneggiare le principali lingue europee che affinò durante alcuni viaggi a Londra e a Vienna. Nel 1872 a Londra poté ascoltare un discorso del politico liberale William Ewart Gladstone e l'anno seguente a Vienna incontrò l'ambasciatore italiano e futuro ministro degli Esteri Carlo Felice di Robilant. Oltre alla passione per i viaggi, San Giuliano coltivò quella per la storia e la geografia che, studiate insieme, lo aiutarono a comprendere le problematiche internazionali del tempo.
Sposatosi con Enrichetta Statella dei conti di Castagneto, nello stesso 1875 si laureò in legge e, eletto consigliere comunale a Catania, ne divenne l'assessore alla Pubblica Amministrazione. La carica gli consentì di far trasferire in città da Parigi le spoglie del musicista catanese Vincenzo Bellini.
Dal matrimonio con Enrichetta (deceduta il 9 novembre 1897)  nacquero tre figli: Caterina, detta Carina, Benedetto Orazio (1877-1912) e Maria.

### L'ascesa (1882-1898)

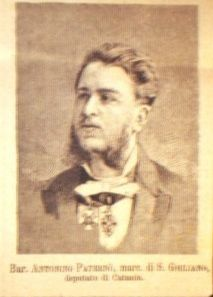
Antonino di San Giuliano ai tempi della sua elezione a deputato.

Molto ambizioso, San Giuliano divenne sindaco della sua città natale a soli 26 anni. Nel 1882 si fece promotore di un progetto per una grande linea ferroviaria circumetnea che, giudicata troppo dispendiosa, fu bocciata dai consiglieri (i quali optarono per una soluzione più modesta). San Giuliano allora si dimise e si presentò candidato alla Camera dei deputati per la XV Legislatura. In un discorso al teatro Arena Pacini di Catania, il 3 settembre 1882 presentò il suo programma, connubio di progresso e conservazione. Esso fu accolto con favore dagli elettori della sezione “Duomo” di Catania che nelle votazioni del 29 ottobre preferirono nettamente San Giuliano agli altri candidati. Questo risultato, però, fu annullato poiché Antonino non aveva compiuto ancora 30 anni. Dopo una nuova elezione che confermò i risultati della prima, dal 24 gennaio 1883 il marchese poté sedere alla Camera, occupando un seggio che avrebbe conservato fino al 1904 (per 7 legislature consecutive).

#### Deputato
San Giuliano era di area liberale e durante la sua vita di deputato cambiò continuamente corrente di riferimento. Tuttavia conservò un suo programma politico, giudicando sempre i governi in relazione all'impegno dimostrato in politica estera nel difendere gli interessi dell'Italia e, in politica interna, nel migliorare le condizioni del Mezzogiorno.
San Giuliano appoggiò la politica di Francesco Crispi e nel 1892 divenne sottosegretario all'Agricoltura nel primo governo Giolitti. L'anno dopo scrisse Le condizioni presenti della Sicilia, in cui proponeva, per i latifondi mal diretti, l'espropriazione «forzata per pubblica utilità». L'iniziativa avrebbe creato una classe di «contadini-proprietari cointeressata alla conservazione dello Stato»; nel frattempo però il governo avrebbe dovuto, come fece, reprimere le organizzazioni di rivoltosi (i Fasci siciliani) per il mantenimento dell'ordine nell'isola.
Il 22 giugno 1893 fu iniziato in Massoneria nella Loggia "Universo" di Roma e fu in seguito affiliato alla loggia "Dante e l'Italia" di Catania.

### Ministro delle Poste

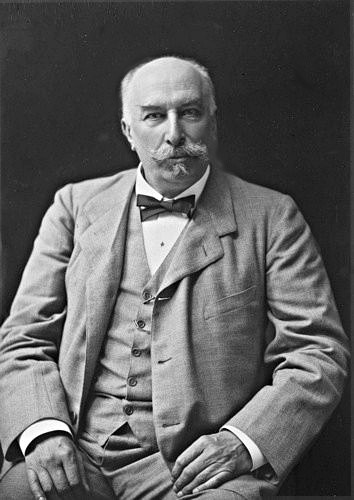
Giovanni Giolitti, quale capo del governo e personaggio influente della politica italiana, rinnovò più volte la sua fiducia in San Giuliano.

Nel 1899 il marchese ebbe l'incarico di ministro delle Poste nel governo conservatore di Luigi Pelloux. Durante tale mandato ottimizzò le linee di navigazione nel Mediterraneo permettendo alle merci che viaggiavano dal Canale di Suez a Venezia di farlo con un'unica compagnia, la Navigazione Generale. In poco più di un anno San Giuliano istituì anche il collegamento telegrafico diretto fra Catania e l'Italia continentale, prese provvedimenti per il miglioramento del servizio postale a Palermo, Genova e Milano, e reperì i fondi per l'ammodernamento degli uffici postali di Roma, Venezia e Milano.
In quegli anni compì diversi viaggi. Oltre che in Eritrea (1891 e 1905), per prepararsi culturalmente al ministero degli Esteri al quale aspirava, nell'estate-autunno del 1902 San Giuliano compì un lungo viaggio in Albania (allora dell'Impero ottomano) e nell'area adriatica dei Balcani, luoghi strategici per la sicurezza dell'Italia nel contesto della Triplice alleanza. Di quest'ultima San Giuliano si mostrò sostenitore convinto (inizialmente fu anche antifrancese) sempre che fosse stata accompagnata da rapporti amichevoli con la Gran Bretagna, la maggiore potenza navale.
Nella prospettiva di un suo incarico al Ministero degli Esteri, San Giuliano, all'inizio del ‘900 approfondì le tematiche coloniali, oltre che in parlamento, anche in altri ambienti: nel 1903 entrò nel consiglio della società per lo sviluppo della lingua italiana nel mondo Dante Alighieri e assunse la vicepresidenza della Lega Navale Italiana, mentre nel 1905 entrava nel consiglio direttivo della Società Geografica Italiana divenendone presidente l'anno dopo.
Dopo essere stato nominato senatore il 4 marzo 1905, relazionò in un articolo pubblicato nello stesso anno sull'emigrazione negli Stati Uniti d'America, dove era stato nel 1904. Durante il viaggio, che gli aveva permesso di incontrare il presidente Theodore Roosevelt, San Giuliano apprese che gli Stati Uniti si sarebbero presto chiusi all'immigrazione di massa e quindi l'Italia avrebbe dovuto far ricorso a nuovi territori per non acuire la questione meridionale. Era giunto il tempo, pertanto, che il suo Paese guardasse alla Libia (allora dell'Impero ottomano) soprattutto dopo che le potenze interessate al Mediterraneo (Francia e Gran Bretagna) vi avevano già riconosciuto «la prevalenza dei nostri interessi».

### La prima volta ministro degli Esteri e la conferenza di Algeciras

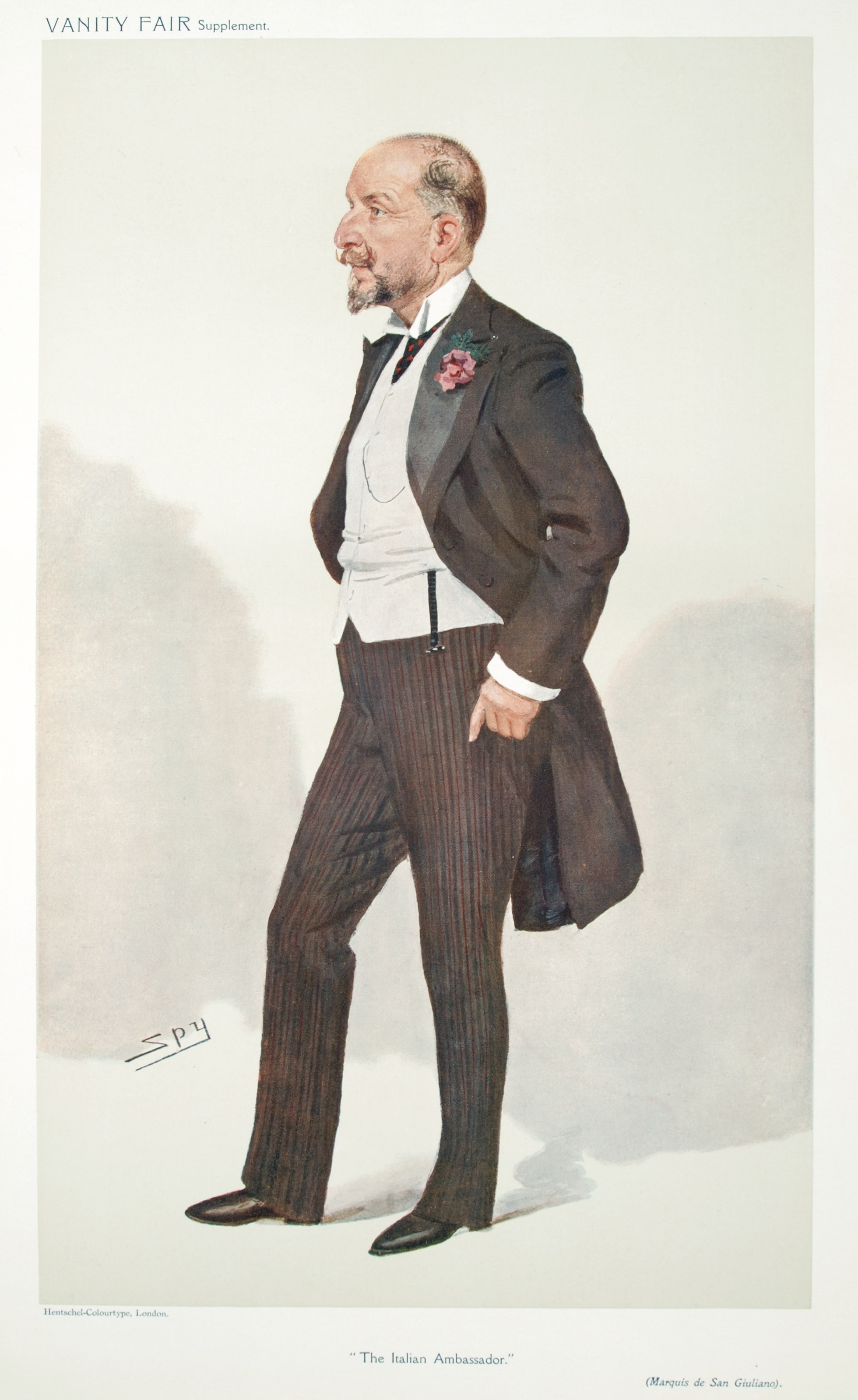
San Giuliano in un'immagine di Vanity Fair al tempo in cui era ambasciatore a Londra.

L'occasione di attuare la colonizzazione della Tripolitania e della Cirenaica ottomane si presentò con la conferenza di Algeciras, seguita alla Crisi di Tangeri tra Francia e Germania. Infatti, allo scopo di riprogrammare la politica estera del Paese, Giovanni Giolitti e re Vittorio Emanuele III, in vista della conferenza, formarono il 24 dicembre 1905 il secondo governo di Alessandro Fortis e nominarono ministro degli Esteri Antonino di San Giuliano.
Tre giorni dopo il ministro degli Esteri inglese Edward Grey precisò che la Gran Bretagna era con la Francia e contro la Germania, a favore cioè dell'espansione della sfera d'interessi francese in Marocco. San Giuliano, che aspirava ad un assenso definitivo delle due potenze occidentali alle mire italiane sulla Libia, per dare un primo segnale politico, inviò alla conferenza Emilio Visconti Venosta, già ministro degli Esteri ai tempi della Destra storica e notoriamente filofrancese.
L'anziano diplomatico impostò la linea di condotta dell'Italia che, pur mantenendosi adeguatamente vicina alle posizioni degli alleati della Triplice alleanza, determinò una svolta nella sua politica estera. Non votando infatti contro le mire espansionistiche della Francia nei confronti del Marocco, l'Italia si guadagnò ufficialmente il benestare di Parigi e Londra per la colonizzazione della Libia.

### Ambasciatore a Londra e Parigi (1906-1910)
Ben disposte verso San Giuliano furono da quel momento Francia e Gran Bretagna, Paesi dove, fra il 1906 e il 1910, ricoprì la carica di ambasciatore. Il marchese giunse nella capitale britannica l'11 settembre 1906 e fu accolto molto benevolmente. Quando il suo periodo all'ambasciata si concluse, il 5 novembre 1909 scrisse per il ministro degli Esteri Tittoni un lungo rapporto, il cui punto centrale verteva sulla questione se l'Impero britannico fosse o meno in decadenza. San Giuliano vedeva il declino in prospettiva ma nell'immediato, per l'Italia, la Gran Bretagna costituiva ancora un punto di riferimento irrinunciabile.
Durante il suo mandato a Londra, nella primavera del 1909, San Giuliano ebbe l'occasione di accompagnare in una tappa del suo viaggio nel Mediterraneo il re d'Inghilterra Edoardo VII. Rientrò, così, al fianco del sovrano, a Catania dove fu accolto assieme al suo ospite con vive dimostrazioni di entusiasmo. Il personale trionfo del marchese fu coronato tuttavia qualche giorno dopo, quando i sovrani britannici furono accolti in Palazzo San Giuliano, per un tè.
Al periodo londinese seguì una breve esperienza a capo dell'ambasciata italiana a Parigi nel febbraio 1910, dopo di che fu richiamato a Roma per ricoprire nuovamente l'incarico di ministro degli Esteri.

### La seconda volta come ministro degli Esteri (1910-1914)
Dopo l'esperienza diplomatica, Antonino di San Giuliano, il 1º aprile 1910, fu nominato per la seconda volta ministro degli Esteri, carica che avrebbe ricoperto fino al giorno della sua morte. Il governo di cui fece parte inizialmente fu quello del filofrancese e conservatore Luigi Luzzatti. San Giuliano aveva inizialmente rifiutato la proposta, poiché riteneva non bilanciato un governo così favorevole all'Entente cordiale, poi, dopo le insistenze di Giolitti e di Vittorio Emanuele III, aveva finito per accettare.
Il problema più grave che San Giuliano si pose fin dall'inizio fu di completare l'unità del Regno con i territori di lingua italiana (Trentino, Gorizia e Trieste) dell'Austria. Il marchese riteneva di poter risolvere questo problema pacificamente, contando cioè sull'articolo 7 della Triplice alleanza, che prevedeva compensi territoriali per l'Italia in caso di espansione dell'Austria nei Balcani.

#### La crisi di Agadir
Triplice alleanza
     Triplice intesa
     Paesi amici della Russia

La situazione europea al tempo in cui San Giuliano era ministro degli Esteri:
Triplice alleanza
Triplice intesa
Paesi amici della Russia

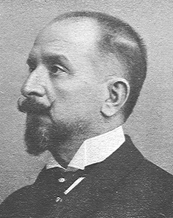
Il marchese di San Giuliano sfruttò la Crisi di Agadir per iniziare le operazioni militari contro la Turchia.

Si andava profilando però un'occasione per un altro successo. Di fronte alla crisi di Agadir, che contrappose di nuovo la Francia alla Germania sulla questione del Marocco, San Giuliano pensò fosse giunto il momento di una soluzione della questione libica. Le grandi potenze, infatti, assorbite da quella crisi, difficilmente avrebbero ostacolato un'azione militare italiana in Africa settentrionale.
Tale azione risultava al marchese necessaria a sostegno dell'economia zolfiera siciliana, che sarebbe stata danneggiata dalla concorrenza dei giacimenti libici di zolfo nel caso questi fossero stati acquistati, come sembrava probabile, dai tedeschi.
Caduto il governo Luzzatti, alla fine del marzo del 1911 era tornato al potere con il suo quarto esecutivo Giovanni Giolitti che, in simbiosi con le idee di San Giuliano, gli aveva confermato la carica di ministro degli Esteri.
Il 1º luglio 1911 scoppiò la crisi di Agadir e San Giuliano iniziò a pensare a espandere l'influenza italiana sulla Libia. Già tre giorni dopo, in un memorandum a Vittorio Emanuele III e Giolitti, riteneva probabile che l'Italia in pochi mesi sarebbe stata costretta a compiere la spedizione militare. Giolitti invece si dimostrò prudente e non ritenne opportuno agire, sia perché temeva che la crisi di Agadir avrebbe potuto portare ad una guerra tra Francia e Germania coinvolgendo l'Italia, sia perché conosceva l'opposizione dei socialisti ad un'azione bellica.
Appoggiò invece l'interventista San Giuliano Sidney Sonnino, capo della destra costituzionale, con il suo Giornale d'Italia e l'influentissimo Corriere della Sera. Contemporaneamente il marchese bersagliava Giolitti con moniti e incitamenti spiegandogli che la macchina militare andava preparata immediatamente se si desiderava un successo rapido e che il mare mosso d'inverno avrebbe potuto compromettere l'operazione. Spiegò anche che i negoziati tra la Germania e la Francia erano entrati in una fase di stallo che andava sfruttata per iniziare e terminare l'impresa libica; e che la nuova fase che si sarebbe aperta non avrebbe potuto portare ad una guerra fra le due potenze europee.
Ormai convinto dalle argomentazioni di San Giuliano, il 17 settembre 1911 Giolitti si recò da Vittorio Emanuele III per l'autorizzazione a organizzare l'azione militare contro la Turchia e il giorno dopo telegrafò a San Giuliano, al ministro della Guerra Spingardi e al ministro della Marina Leonardi Cattolica affinché si attivassero per i preparativi di loro competenza.

#### La guerra italo-turca

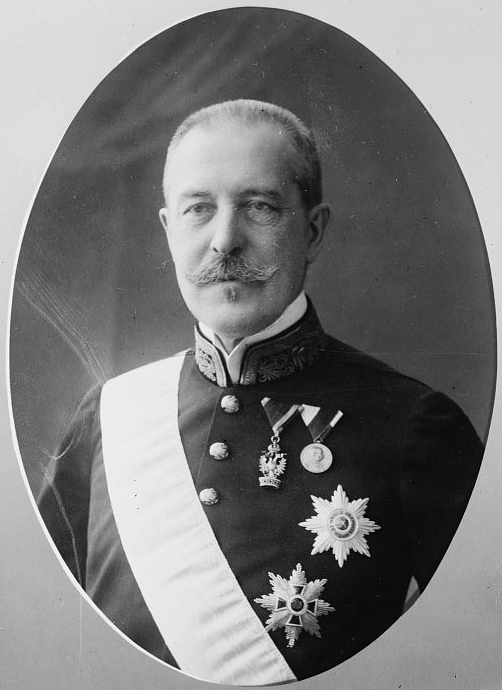
Il ministro degli Esteri austriaco Alois Lexa von Aehrenthal si oppose alla conquista italiana delle isole turche del Dodecanneso.

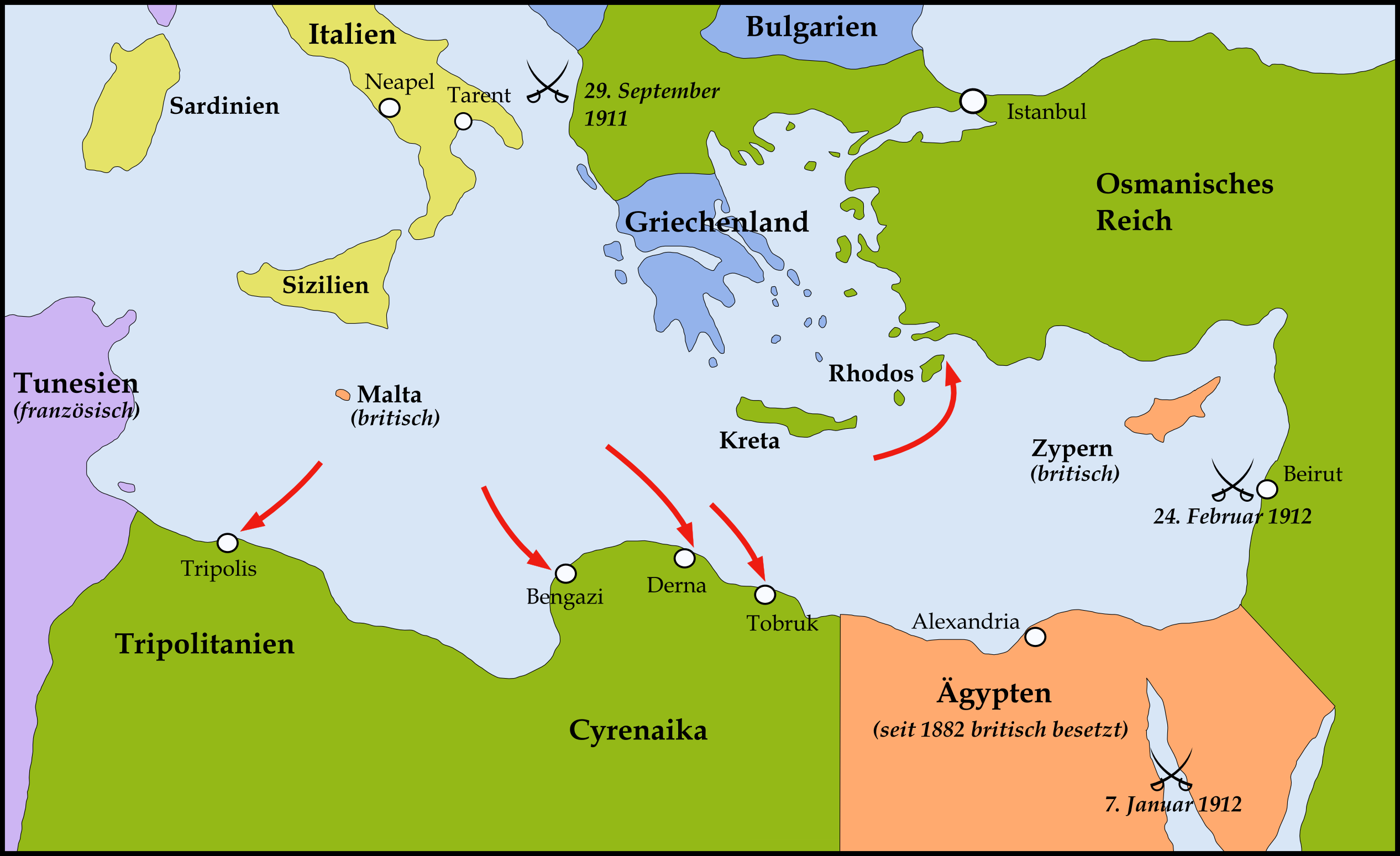
San Giuliano ottenne un'interpretazione della triplice alleanza riuscendo a non compensare l'Austria per le conquiste effettuate dall'Italia durante la guerra italo-turca.

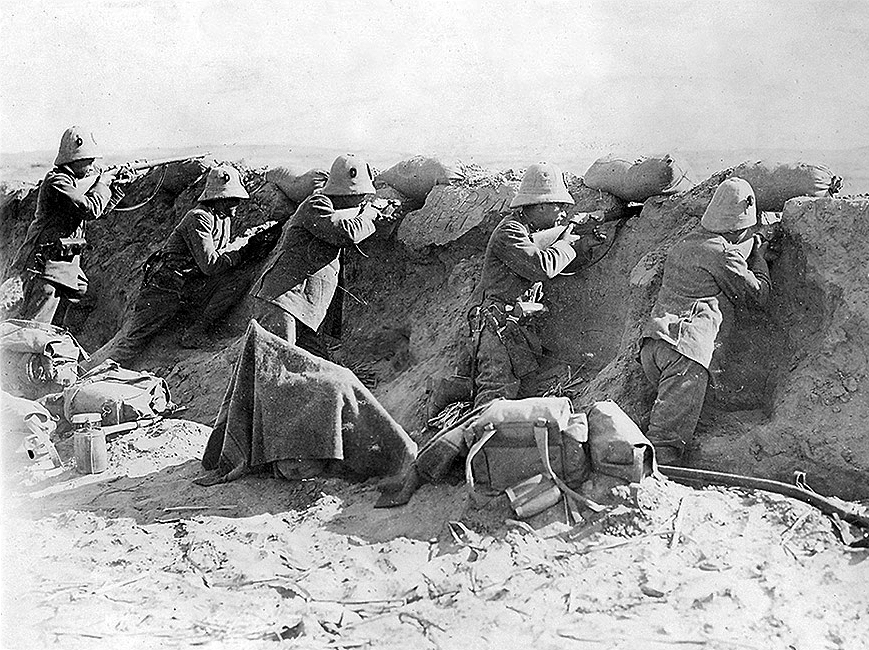
San Giuliano fu il protagonista politico della guerra italo-turca per la colonizzazione della Libia.

Dopo l'ultimatum del 28 settembre 1911 e lo sbarco delle truppe italiane sulle coste libiche, con il passare delle settimane, forte della mediazione tedesca, San Giuliano si mostrò disposto a trattative che avrebbero formalmente lasciato la Libia alla Turchia, e che avrebbero concesso all'Italia una sorta di protettorato politico-economico. Di altro avviso fu invece Giolitti che pretese l'occupazione completa del territorio per poter instaurare una qualsiasi forma di dominio avesse voluto l'Italia.
Costretto a rivedere i suoi progetti in termini di annessione e di prolungamento del conflitto, il marchese si trovò in difficoltà con gli alleati, che erano molto vicini alla Turchia: la Germania non garantì più la sua opera di mediazione a Costantinopoli e l'Austria costrinse l'Italia a non far intervenire le navi italiane contro obiettivi turchi nell'Adriatico e nello Ionio. Anche in Francia montarono le proteste, che sfociarono in una crisi diplomatica con l'Italia il 22 gennaio 1912, a seguito di un discorso alla Camera del presidente Poincaré.

#### L'interpretazione dell'articolo 7
Con l'Austria iniziò allora un lungo e delicato negoziato per l'occupazione delle isole turche dell'Egeo, ambite dall'Italia come basi per interrompere il flusso di rifornimenti turchi verso i porti libici. Il ministro degli Esteri austriaco Alois Lexa von Aehrenthal si oppose a tale occupazione appellandosi all'articolo 7 della Triplice alleanza che obbligava la potenza (Italia o Austria) che si espandeva nei Balcani o nell'Egeo ad accordarsi con l'altra per compensi da elargirle.
Approfittando del negoziato in corso per il rinnovo dell'alleanza, San Giuliano parò il colpo di Vienna facendo comprendere all'alleato comune, Berlino, che le occupazioni in Egeo erano essenziali per concludere la guerra di Libia, permanendo la quale la Triplice alleanza sarebbe finita, perché l'Italia non l'avrebbe rinnovata.
Intanto, al ministro degli Esteri austriaco Aehrenthal era succeduto il più malleabile Leopold Berchtold che, influenzato dalla Germania, il 6 aprile 1912 mostrò un'apertura nei confronti dell'Italia, e il 26 la Regia Marina poté procedere con le operazioni di sbarco sulla prima isola da conquistare: Stampalia.
Con questa vittoria diplomatica San Giuliano fece prevalere la sua interpretazione dell'articolo 7. Quest'ultimo, che riguardava unicamente Austria e Italia, benché includesse il Mar Egeo fra le zone su cui un'alleata si poteva espandere solo compensando l'altra, da quel momento fu interpretato in maniera favorevole all'Italia. Infatti, puntualizzando che le isole del Dodecanneso erano in territorio asiatico e che le ripercussioni delle occupazioni delle isole si sarebbero avute in Libia e non nei Balcani (vero oggetto dell'articolo 7) San Giuliano ottenne che la norma si applicasse in futuro solo in caso di occupazioni nel sud-est dell'Europa, e cioè, verosimilmente, in caso di occupazioni austriache e compensi all'Italia.
Solo in autunno, tuttavia, scoppiata la prima guerra balcanica, nel timore che tutto l'Impero ottomano fosse sul punto di crollare, il governo di Costantinopoli accettò la resa alle condizioni di Roma. Il conseguente trattato di pace fu firmato a Losanna il 18 ottobre 1912. L'Italia acquisì il Dodecanneso e la Libia dove però la guerriglia araba non fu mai sedata.

#### Il rinnovo della Triplice alleanza del 1912

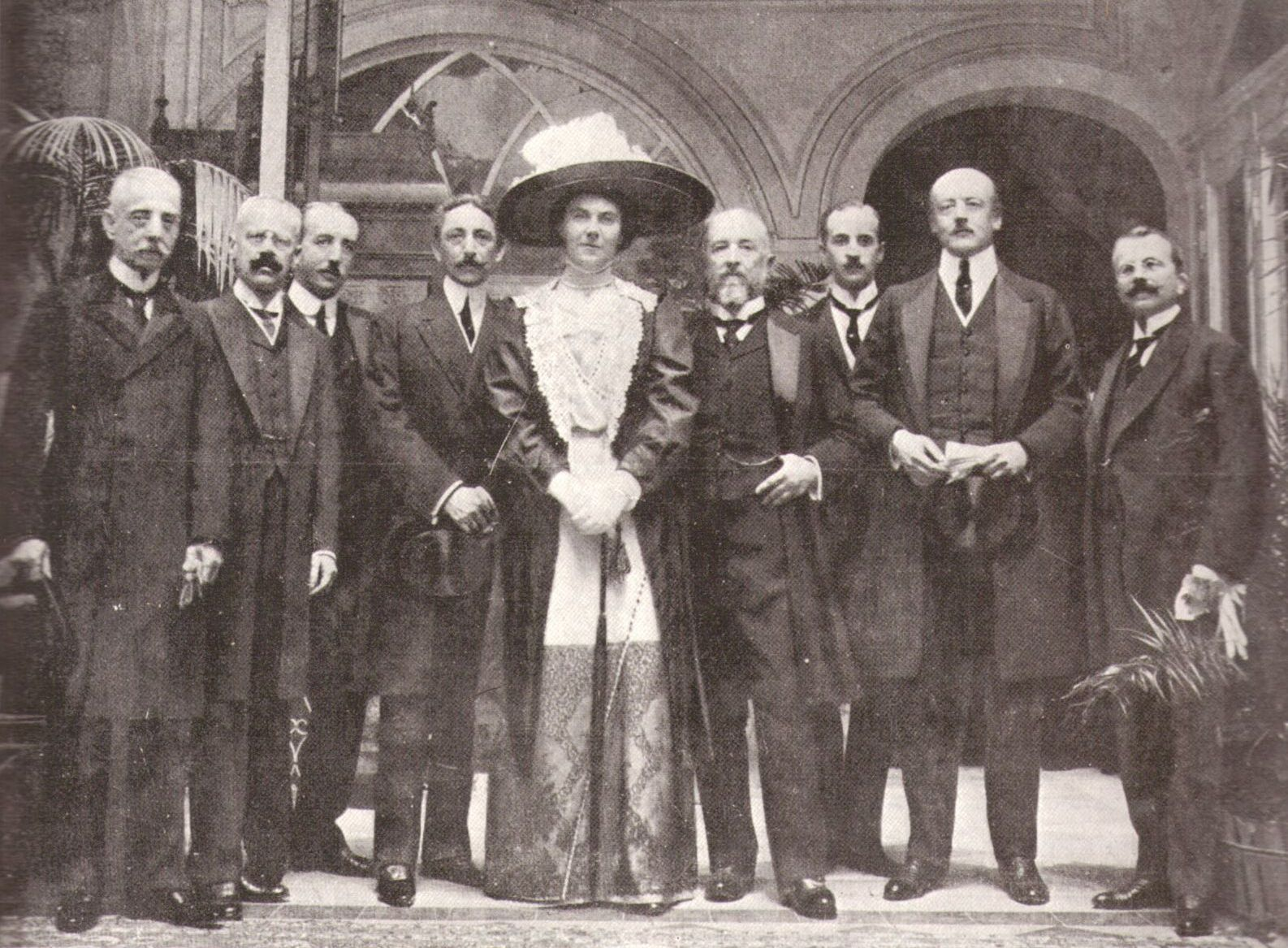
Foto in occasione del convegno di San Rossore (Pisa) del 22 ottobre 1912 per il rinnovo della Triplice alleanza. Da sinistra: Giuseppe Avarna, Kajetan Mérey, Alexander Hoyos, Pietro Lanza di Scalea, contessa Berchtold, San Giuliano, Giovanni Visconti Venosta, Leopold Berchtold e Giacomo De Martino.

Nonostante i rapporti non sempre amichevoli fra Italia e Austria, San Giuliano era convinto della convenienza per l'Italia di rimanere nella Triplice alleanza.  Dopo aver ricevuto da parte di Berlino e Vienna la richiesta di rinnovare l'alleanza (che sarebbe scaduta nel 1914), il marchese aveva contattato Giolitti e Vittorio Emanuele III. Avutone il consenso, nel settembre 1911, prima dello scoppio della guerra contro la Turchia, San Giuliano accettò di rinnovare l'accordo, ma non prima della fine della campagna di Libia che stava per iniziare.
Il marchese comunicò inoltre agli alleati di accettare il testo del 1902 (tacitamente rinnovato nel 1908) eccetto che nei punti in cui (articoli 9 e 10) lo si doveva rivedere per renderlo conforme al nuovo assetto che l'Italia avrebbe dato alla Libia.
Con Vienna le trattative divennero difficili quando San Giuliano chiese di inserire nel testo del trattato due accordi bilaterali che l'Italia aveva stipulato con l'Austria su Albania e Sangiaccato di Novi Pazar. I due accordi secondo il marchese dovevano rientrare nell'alleanza, di modo da costringere la Germania a garantire gli impegni presi dall'Austria.
Dopo un periodo di stallo, furono i colloqui tra San Giuliano e Berchtold a San Rossore e Firenze del 22 e 23 ottobre 1912 a riavviare il negoziato. I progressi militari degli stati balcanici sulla Turchia nella guerra che intanto era scoppiata fecero infatti comprendere ai tre alleati che si sarebbero dovuti affrettare a chiudere le trattative per presentarsi in un fronte diplomatico compatto alla conferenza di pace.
Il ministro degli Esteri tedesco Kiderlen-Waechter propose un compromesso: il nuovo trattato della Triplice alleanza avrebbe compreso un protocollo diviso in tre parti. La prima parte implicava la sovranità italiana sulla Libia, la seconda definiva che lo status quo previsto dall'articolo 10 sarebbe stato quello esistente al momento della firma del rinnovo, la terza citava gli accordi italo-austriaci aggiungendo che essi non venivano modificati dal rinnovo dell'alleanza. San Giuliano e Berchtold si ritennero soddisfatti e le firme del rinnovo furono apposte a Vienna il 5 dicembre 1912.

#### Il controllo dell'Adriatico e la conferenza di Londra
Un altro tema di attrito fra Italia e Austria era costituito dal controllo dell'Adriatico dove Vienna possedeva l'unico grande porto dell'Impero: Trieste. L'imbocco del Canale d'Otranto costituiva quindi un punto di fondamentale interesse per le due nazioni, una delle quali, l'Italia, ne controllava la sponda occidentale con la Puglia. A oriente, invece, il canale era sorvegliato dall'Impero ottomano con l'Albania. Le gravi difficoltà in cui versava la Turchia già da tempo, aggravatesi con la prima guerra balcanica, determinarono sviluppi nell'area tali da poterne modificare l'assetto politico. Le attenzioni di San Giuliano si concentrarono, quindi, sull'Albania dalle cui basi navali sarebbero potute partire in futuro azioni militari contro l'Italia.

#### Contro la Serbia
Con il viaggio a Berlino del novembre 1912, San Giuliano cominciò ad attuare la politica volta a fare dell'Albania il baluardo contro le minacce nell'Adriatico meridionale, da qualsiasi parte provenissero. Fu d'accordo quindi con la proposta dell'Austria di far nascere uno Stato albanese “vitale” non soggetto cioè alle potenze limitrofe. Egli naturalmente puntava ad ampliare l'influenza italiana in Albania e a superare quella austriaca già presente. D'accordo con Vienna, si schierò contro la Serbia che, vittoriosa sulla Turchia, aspirava ad uno sbocco albanese in Adriatico. Né valsero le amicizie della Serbia con la Russia, poiché San Giuliano fece intendere che per l'Albania non avrebbe abbandonato l'Austria in un allargamento del conflitto balcanico all'Europa.
Il 3 dicembre 1912, intanto, era intervenuto l'armistizio che interrompeva la prima guerra balcanica. Lo stesso giorno San Giuliano seppe che era intenzione della Gran Bretagna indire una conferenza a Londra fra le potenze, fra cui l'Italia, per regolare le questioni della regione. Il 17 dicembre, in occasione della prima seduta di tale conferenza, il problema del porto serbo sull'Adriatico si risolse perché tutti i delegati accettarono la proposta inglese di una ferrovia internazionale che avrebbe unito la Serbia ad un porto albanese per un “accesso commerciale al mare”.

#### L'assedio di Scutari

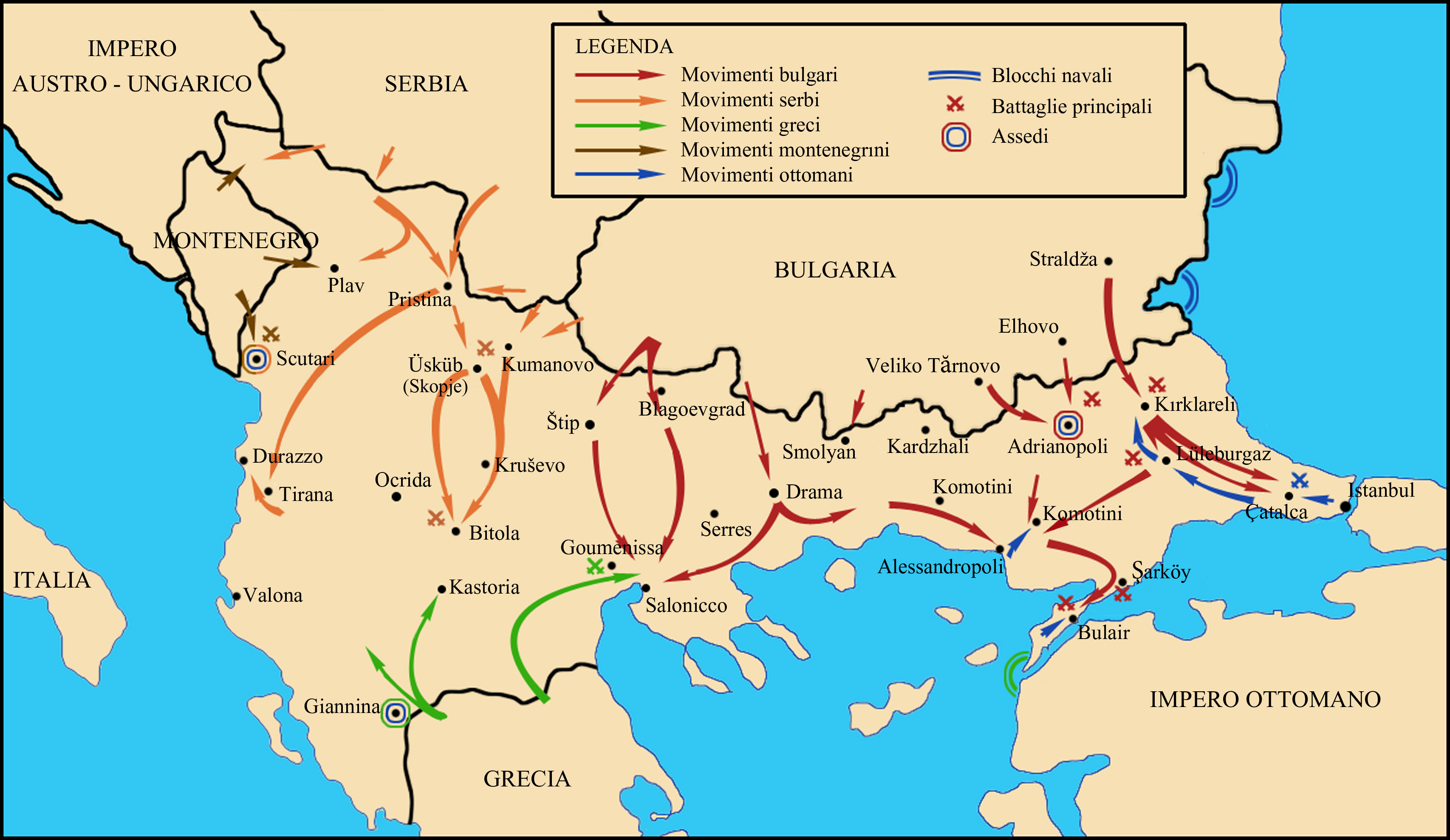
Di fronte alla prima guerra balcanica San Giuliano si attivò affinché l'Italia non fosse minacciata da una potenza ostile al di là dell'Adriatico.

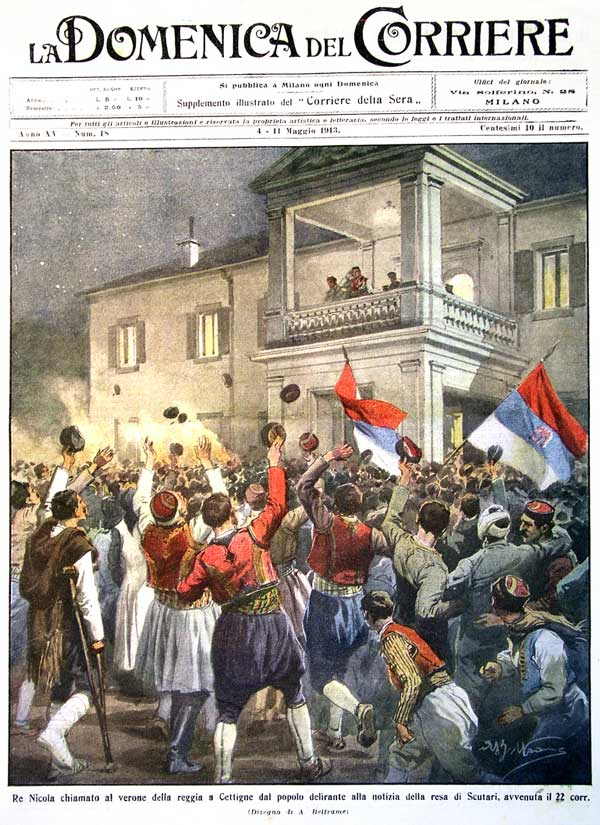
La copertina della Domenica del Corriere del 4 maggio 1913. Nicola I del Montenegro acclamato dal popolo alla resa della fortezza turca di Scutari.

Ben più difficoltosa per San Giuliano fu la questione di Scutari, piazzaforte turca in Albania settentrionale che il Montenegro continuava ad assediare nonostante la tregua del 3 dicembre. Come il marchese aveva intuito l'Austria puntava ad inglobare Scutari nella nascente Albania nel tentativo di farne il cuore politico e di garantirsi l'egemonia sul nuovo Stato. La città, infatti, contava una forte presenza di cattolici che facevano riferimento a Vienna per i loro interessi.
San Giuliano prima chiese al suo ambasciatore Imperiali di temporeggiare, poi, temendo un'aggressione austriaca al Montenegro, che avrebbe dato a Vienna una preponderanza assoluta in Albania e in Adriatico, chiese nel gennaio del 1913 alla Russia di convincere il Montenegro ad abbandonare l'assedio.
Il 23 aprile 1913, la situazione precipitò, poiché Scutari cadde nelle mani dell'esercito di Nicola I del Montenegro e il 27 l'Austria chiese all'Italia di appoggiarla in un'azione militare contro il piccolo stato balcanico. San Giuliano doveva rispondere con un “Sì” o con un “No”. Nel primo caso significava mettersi contro buona parte della popolazione italiana facendo correre il rischio al Paese di trovarsi immischiata in un conflitto generale al fianco dell'Austria; nel secondo voleva dire abbandonare qualsiasi progetto di controllo dell'Adriatico.
Invece San Giuliano rispose paventando un'azione militare parallela a quella austriaca su Scutari, che avrebbe avuto come obiettivo le coste meridionali albanesi. Tuttavia, all'ambasciatore austriaco Kajetan Mérey, comunicò che l'Italia avrebbe occupato Valona solo dopo aver verificato che l'attacco austriaco al Montenegro non avrebbe provocato l'intervento russo. In caso contrario non avrebbe agito e sull'Austria sarebbe ricaduta la responsabilità di aver scatenato un conflitto europeo.
Quasi contemporaneamente, il 3 maggio, re Nicola, nel timore di un'aggressione austriaca, comunicò a Londra che il Montenegro accettava le decisioni delle potenze convenute e ritirava l'esercito da Scutari. La conferenza raggiunse un risultato il 30 maggio 1913 con la firma del trattato di Londra.

#### Contro la Grecia
Dopo essere riuscito ad evitare problemi sul fronte dell'Albania e appena prima della firma del trattato di Londra, San Giuliano arrivò a prospettare una guerra con la Grecia (27 maggio 1913) nel caso questa non si fosse piegata ad accettare i confini albanesi a capo Stylos (Filiates). Ciò perché dietro Atene il marchese vedeva Parigi e perché spostando il confine più a nord, la Grecia avrebbe conquistato posizioni strategiche per il controllo del Canale d'Otranto.
Nonostante la firma del trattato di Londra, le negoziazioni tra gli ambasciatori continuarono, mentre il 29-30 giugno 1913 scoppiava la seconda guerra balcanica, nella quale, secondo San Giuliano, la Grecia si preparava ad ulteriori conquiste. Di fronte alle richieste dell'Italia sulla limitazione dei confini greci, il ministro degli Esteri britannico Edward Grey chiese in cambio, per la Grecia, le Isole Italiane dell'Egeo. San Giuliano sostanzialmente rifiutò, finché il 12 agosto, Francia e Gran Bretagna, dopo 8 mesi di trattative spese per salvare la pace europea, vennero incontro alle richieste italiane.

#### La nascita dell'Albania

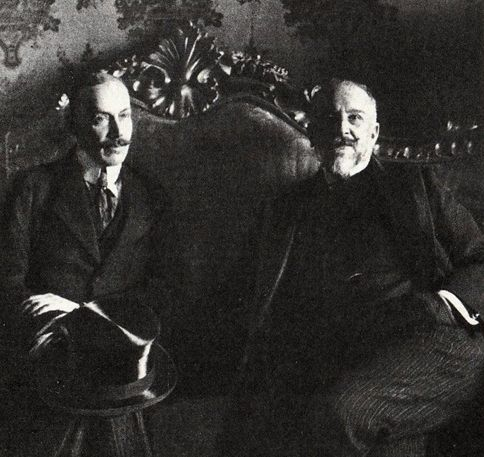
San Giuliano (a destra) accettò la proposta dell'Austria di nominare Guglielmo di Wied (a sinistra) principe d'Albania. Qui in un incontro a Roma.

Parallelamente alle discussioni descritte, si svolgevano a Londra quelle riguardanti lo statuto della nascente Albania. Il 19 gennaio 1913 San Giuliano presentò le sue proposte all'Austria, che miravano alla internazionalizzazione del nuovo Stato, alla possibilità che vi potesse regnare un principe, e alla sua neutralità garantita dalle potenze europee. Nell'arco di un mese Berchtold accolse tutte le sue proposte.
Rimaneva in sospeso solo la questione del protettorato del culto cattolico esercitato dall'Austria, che San Giuliano avrebbe voluto abolire dallo statuto dell'Albania. Il marchese si era sempre professato ateo e anticlericale, ma sapeva che ottenere che l'Italia proteggesse i propri religiosi all'estero era una questione di prestigio e di rafforzamento della nazione. Su proposta di San Giuliano si raggiunse un accordo con l'Austria molto particolare: Berchtold rinunciò ad inserire nello statuto dell'Albania il protettorato austriaco del culto cattolico nel Paese, ma con una nota segreta del 15 aprile 1913 ribadì all'Italia di ritenerlo in vigore.
La proposta italo-austriaca di statuto dell'Albania fu presentata alla conferenza di Londra l'8 maggio 1913. La Francia non era favorevole al progetto perché voleva creare uno stato vassallo alle grandi potenze, con un alto commissario al posto del principe. Nonostante ciò Berchtold e San Giuliano iniziarono a cercare un monarca da porre sul trono d'Albania fra le casate protestanti d'Europa.
Ciò perché un'Albania indipendente avrebbe fatto anche da argine alla Serbia, vittoriosa anche nella seconda guerra balcanica. Il 15 luglio 1913, dopo vari rifiuti incrociati, San Giuliano accettò la proposta dell'Austria di candidare il principe tedesco Guglielmo di Wied al trono d'Albania. Berchtold si dimostrò intransigente sulle decisioni prese con San Giuliano e lo statuto albanese fu approvato dalla conferenza quasi senza emendamenti il 29 luglio 1913. Benché instabile e destinato a fallire, il nuovo Stato non era divenuto una pedina dell'Austria, il rischio maggiore per l'Italia che San Giuliano era riuscito ad evitare.

#### Il pericolo di un conflitto europeo nel 1913

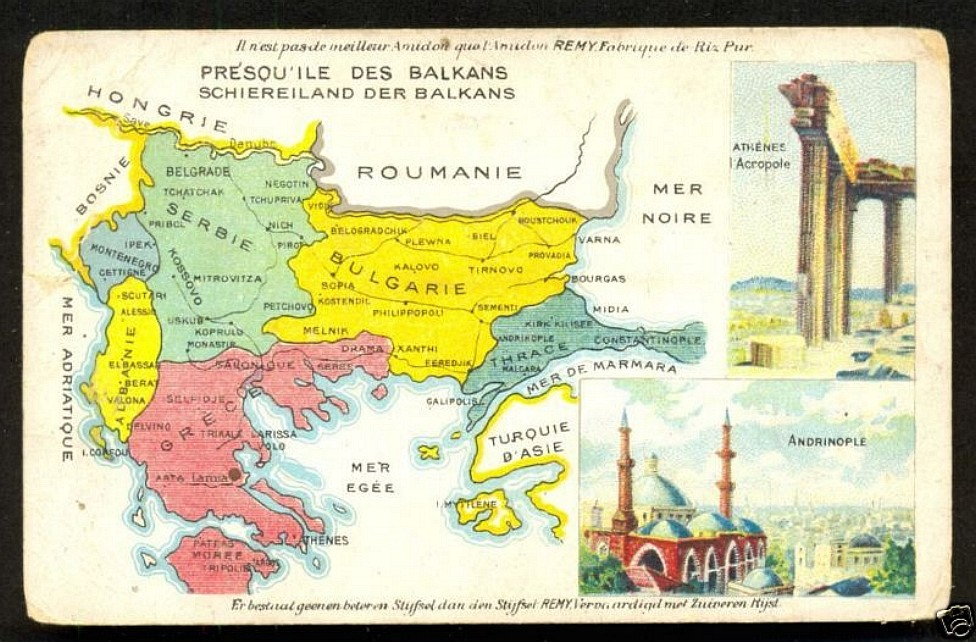
In occasione della seconda guerra balcanica San Giuliano si rifiutò di considerare l'ipotesi austriaca di attaccare la Serbia.

Scoppiata alla fine di giugno del 1913, la seconda guerra balcanica fu provocata dalla Bulgaria che, insoddisfatta dalle ricompense ricevute con la conferenza di Londra, dichiarò guerra ai suoi ex alleati: Serbia e Grecia. Gli altri stati balcanici accorsero in favore degli aggrediti che contrattaccarono sbaragliando l'esercito bulgaro. L'Austria, amica della Bulgaria, considerò seriamente l'ipotesi di punire la Serbia con un'aggressione e lo comunicò all'Italia. Ciò avrebbe potuto portare ad una reazione a catena molto simile a quella che si verificò un anno dopo con lo scoppio della prima guerra mondiale.
Dalla Svezia, dove aveva accompagnato Vittorio Emanuele III, San Giuliano telegrafò a Giolitti il 9 luglio 1913 accordandosi con lui per rispondere all'ambasciatore austriaco Kajetan Mérey. Il casus foederis, e cioè la condizione per cui l'Italia sarebbe dovuta intervenire in una guerra al fianco dell'Austria, non poteva scattare nel caso presente e «certo sarebbe [stata] una follia lasciarci trascinare» in una guerra europea causata dall'isterismo di Vienna. Tornato a Roma, San Giuliano ribadì il suo pensiero di persona. Egli stabilì così un'interpretazione letterale del casus foederis della Triplice alleanza: solo se vi fosse stato un pericolo di aggressione all'Austria, l'Italia l'avrebbe soccorsa con le armi.

#### Verso la prima guerra mondiale

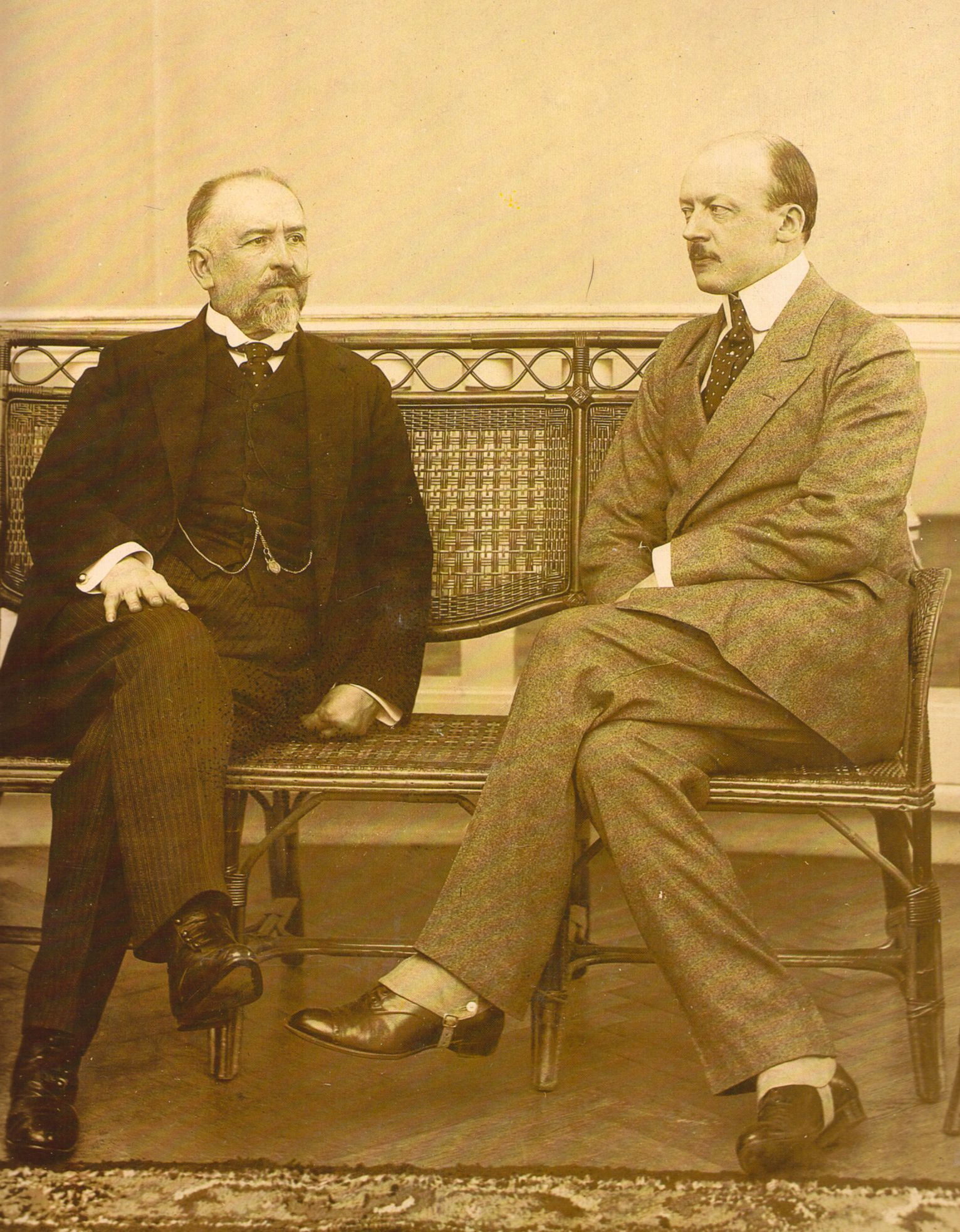
San Giuliano e il ministro degli Esteri austriaco Leopold Berchtold ad Abbazia, Austria (oggi Croazia), nell'aprile 1914.

Nel marzo 1914 divenne presidente del Consiglio Antonio Salandra che, sebbene fosse la personalità che avrebbe dovuto aprire il ciclo dei liberali conservatori al potere, chiese a San Giuliano di rimanere al suo posto di ministro degli Esteri. Il marchese dapprima rifiutò, poi, dopo le insistenze di Giolitti e Vittorio Emanuele III, accettò.
Dopo la paventata ipotesi di unione fra Serbia e Montenegro dei loro rispettivi leader politici e l'incontro fra San Giuliano e Berchtold di Abbazia dell'aprile del 1914, l'ambasciatore tedesco a Roma Hans von Flotow  chiese in giugno al marchese cosa l'Italia avrebbe chiesto in cambio del controllo austriaco della costa montenegrina. San Giuliano, che mai avrebbe accettato una simile situazione senza un importante compenso, fu esplicito: le «terre italiane» degli Asburgo (Trieste e Trento).
Analogamente, data la precaria situazione politica interna dell'Albania, Flotow il 13 giugno chiese a San Giuliano che cosa ne pensasse di una possibile spartizione del Paese tra Austria e Italia. Il marchese rispose che sarebbe stato un grave errore per il proprio Paese incorporare un irredentismo a lui ostile e mettersi contro i popoli balcanici. Nel caso l'Albania settentrionale fosse diventata austriaca il compenso secondo San Giuliano doveva consistere «nella cessione all'Italia delle province italiane dell'Austria».
Tutto mutò il 28 giugno 1914 quando, a Sarajevo, venne assassinato l'erede al trono d'Austria Francesco Ferdinando. Austria e Germania decisero per la guerra alla Serbia, ritenuta responsabile dell'omicidio. Fino al 23 luglio, però, data della consegna dell'ultimatum di Vienna a Belgrado, le intenzioni dell'Austria non furono chiare.
L'8 luglio, Flotow tornò sulla questione e parlò al marchese dell'intenzione dell'Austria di cedere la costa del Montenegro all'Albania e di annettersi il monte Lovćen, in posizione strategica a controllo dell'Adriatico meridionale. San Giuliano parve sul punto di perdere i nervi. Egli rispose all'ambasciatore tedesco che, pur di impedire all'Austria l'attuazione di questi progetti, l'Italia si sarebbe alleata con la Russia e la Serbia e le avrebbe dichiarato guerra portando la rivoluzione all'interno dell'Impero asburgico.
All'ambasciatore a Berlino Riccardo Bollati il 14 luglio 1914 San Giuliano comunicò che bisognava convincere i governanti tedeschi che nuovi accordi tra Italia e Austria sui Balcani dovevano rispettare il sentimento dell'opinione pubblica e del parlamento italiani. Per cui il governo italiano non avrebbe stipulato accordi che avrebbero consentito un'aggressione austriaca della Serbia, quali che fossero i compensi per l'Italia, poiché l'annientamento della Serbia non sarebbe stato accettato dalla nazione italiana.

#### La Crisi di Luglio

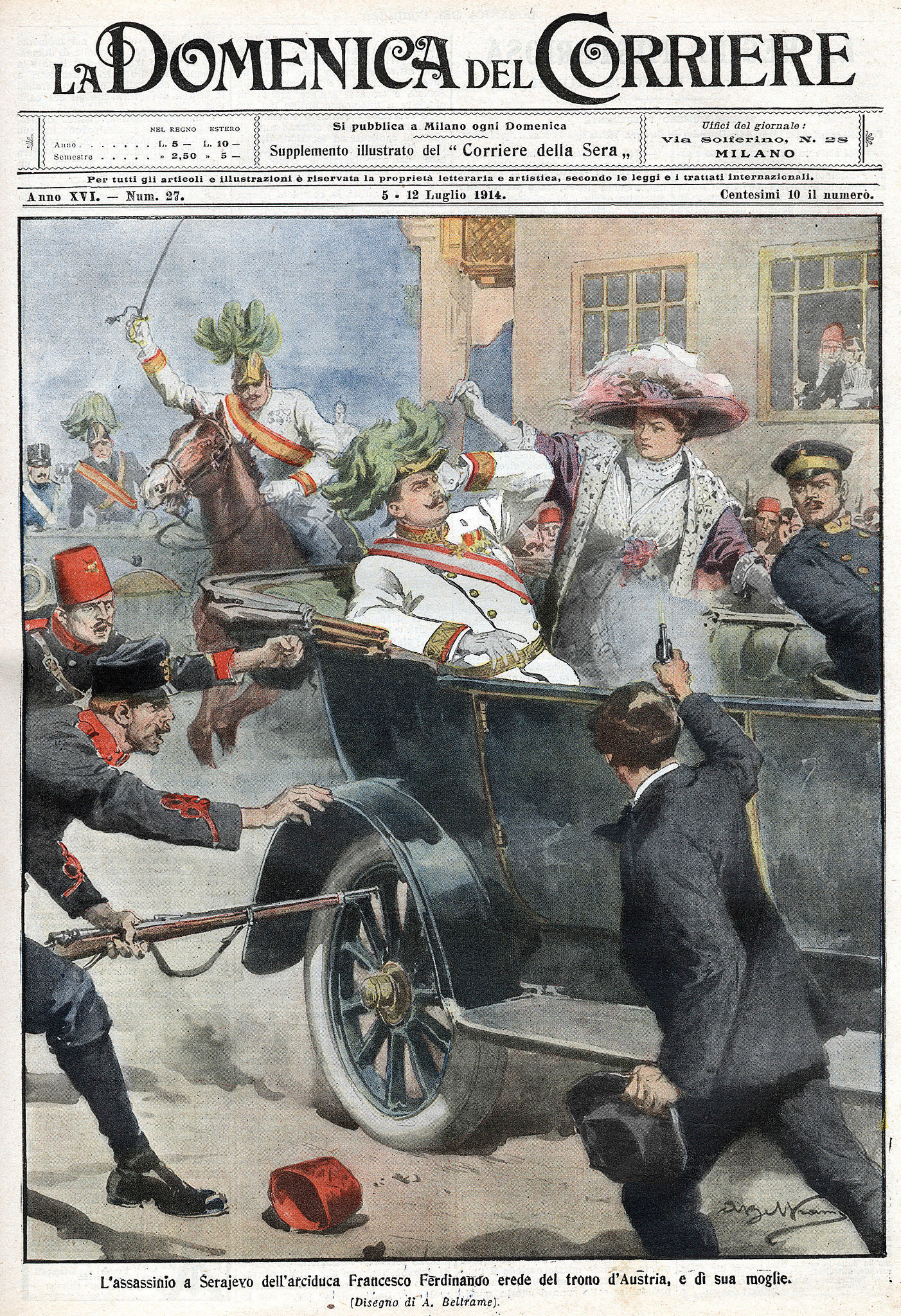
La copertina della Domenica del Corriere dedicata all'attentato di Sarajevo del 28 giugno 1914 che aprì la crisi di luglio.

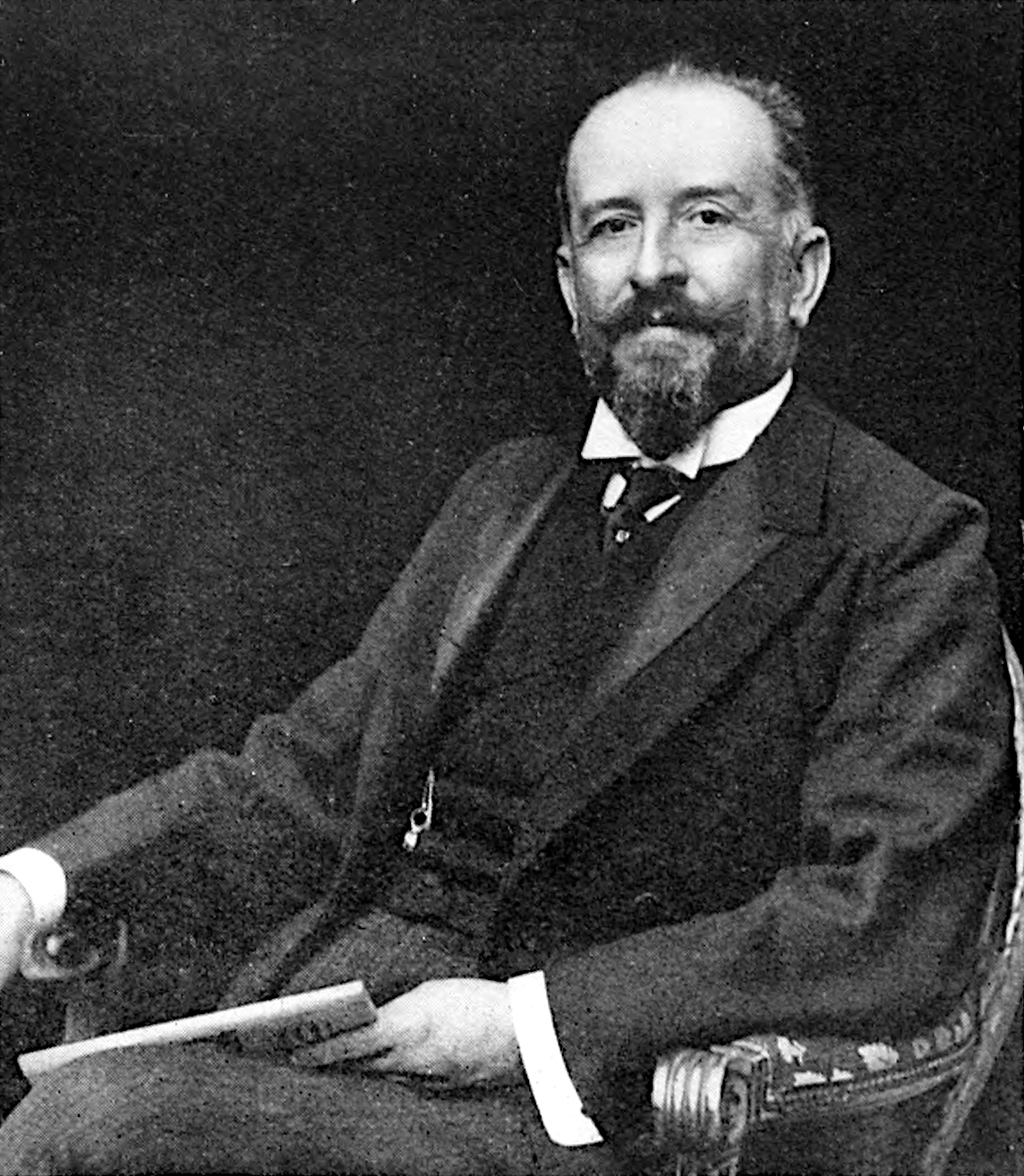
San Giuliano dichiarò all'Austria che se avesse occupato regioni serbe, l'Italia avrebbe dovuto esserne ricompensata.

Visti i precedenti, Berchtold decise di nascondere a San Giuliano le intenzioni di Vienna a seguito dell'attentato di Sarajevo. L'Austria preparava infatti un attacco alla Serbia e il ministro italiano avrebbe sicuramente sollevato la questione dei compensi. Solo il 22 luglio, il giorno prima della consegna dell'ultimatum a Belgrado, l'ambasciatore austriaco Kajetan Mérey rivelò a San Giuliano che le probabilità di una guerra austro-serba erano ormai divenute molte e che l'Austria faceva assegnamento «sull'attitudine leale e conforme all'alleanza dell'Italia».
San Giuliano rispose che l'unica preoccupazione sua concerneva le questioni territoriali. Se l'Austria avesse annesso regioni serbe, cosa che Mérey escluse, avrebbe dovuto compensare l'Italia. Il marchese disse anche di sperare che l'ultimatum contenesse richieste eque e accettabili, poiché in caso contrario l'Austria non avrebbe trovato l'opinione pubblica italiana favorevole.
Sofferente di gotta, San Giuliano, il 23 luglio 1914, era al Grand Hotel di Fiuggi per un periodo di cura. Appena seppe che l'ultimatum sarebbe stato consegnato alle ore 18,00, telefonò al presidente del Consiglio Salandra affinché lo raggiungesse per esaminare le condizioni dell'Austria con l'ambasciatore tedesco Flotow, anch'egli a Fiuggi. Poco prima delle 12 del 24 i tre ricevettero il testo dell'ultimatum che si rivelò durissimo.
San Giuliano dapprima protestò con l'ambasciatore tedesco, poi si tranquillizzò quando Flotow gli fece capire che l'Italia avrebbe potuto ottenere un importante compenso territoriale se avesse assunto un atteggiamento benevolo verso l'Austria. Lo stesso 24 luglio 1914 il marchese scrisse a Vittorio Emanuele III precisando che per il momento l'Italia non aveva ricevuto alcuna richiesta di appoggio da parte di Vienna e poteva legittimamente tenersi fuori da un conflitto provocato dall'Austria, ma, qualora compensi consistenti fossero stati previamente concordati, l'Italia avrebbe potuto partecipare «liberamente a suo tempo» all'eventuale conflitto europeo al fianco degli austro-tedeschi.

#### L'azione per la pace
La prospettiva dell'intervento in cambio di compensi austriaci ben presto svanì di fronte all'indifferenza di Vienna per la questione. Pertanto, San Giuliano volle adoperarsi per evitare la guerra austro-serba che avrebbe potuto generare un conflitto europeo che l'Italia poteva solo temere.
Egli, fin dalla prima metà di luglio aveva ricevuto informazioni, dai suoi diplomatici a Belgrado e a San Pietroburgo secondo le quali la Russia sarebbe intervenuta in soccorso della Serbia se questa fosse stata attaccata dall'Austria. San Giuliano si premurò di diffondere l'informazione presso gli alleati e il 21 luglio 1914, l'ambasciatore a Vienna Giuseppe Avarna riferì la risposta di Berchtold: costui non «prestava soverchia fede» alle notizie che davano la Russia pronta ad intervenire e che semmai la Russia fosse intervenuta nel conflitto austro-serbo, l'Austria non aveva paura di affrontarla.
Quando la Serbia diede la sua risposta all'ultimatum, che l'Austria definì insoddisfacente, e il 25 luglio 1914 intervenne la rottura diplomatica fra i due Paesi, San Giuliano era ancora convinto che qualcosa si potesse fare per salvare la pace. Di fronte alla richiesta della Gran Bretagna di convocare una conferenza sulla crisi, il marchese propose all'ambasciatore inglese Rodd che le potenze convenute dovevano chiedere a Vienna spiegazioni sui punti più duri dell'ultimatum (quelli che consentivano a organi austriaci di indagare in territorio serbo sull'assassinio dell'arciduca). Una volta avute queste spiegazioni, le potenze dovevano consigliare alla Serbia di accettare quei punti. In tal modo Belgrado avrebbe ceduto non di fronte alla sola Austria, ma all'Europa. Ciò avrebbe internazionalizzato la crisi e sarebbero state le potenze europee a giudicare se la Serbia aveva soddisfatto o meno le richieste austriache. La Serbia, cioè, si sarebbe sottomessa all'Austria solo da un punto di vista diplomatico, ma avrebbe avuto il sostegno delle potenze europee affinché mantenesse l'indipendenza.
Fra gli altri, il 27 luglio 1914, San Giuliano spiegò il suo piano all'ambasciatore russo a Roma Anatolij Nikolaevič Krupenskij (1850-1923). Gli disse che i serbi, per facilitare il lavoro di mediazione europea, dovevano pronunciare «il semplice monosillabo “sì”» in risposta alle richieste austriache. Poi, aggiunse, «che i serbi accettino [l'ultimatum], pronti a non eseguire ciò che hanno accettato». Il ministro degli Esteri britannico Grey condivise i propositi del marchese, ma il 28 la situazione precipitò, poiché l'Austria dichiarò guerra alla Serbia.

#### La neutralità

Antonino di San Giuliano in alta uniforme di ministro degli Esteri.

Di fronte al precipitare degli eventi, il 31 luglio 1914, San Giuliano espose al Consiglio dei ministri la sua convinzione che l'Italia sarebbe dovuta rimanere neutrale, almeno nelle prime fasi dell'imminente conflitto. Ciò non voleva però dire uscire dall'alleanza con Austria e Germania. Il governo, secondo il ministro degli Esteri, doveva tenere conto dell'avversione degli italiani per una guerra a fianco di Vienna e delle alte probabilità di un intervento nel conflitto della Gran Bretagna a sostegno di Francia e Russia. Ciò avrebbe voluto dire, per la penisola italiana, esporsi alla maggiore potenza navale del mondo. Inoltre, secondo San Giuliano il governo doveva dichiarare la sua neutralità per le precarie condizioni dell'esercito, completamente da riorganizzare. Era quindi una fortuna, concluse il ministro, che anche lo spirito difensivo della Triplice alleanza e l'articolo 7 ivi contenuto, esonerassero l'Italia dall'obbligo di unirsi ad Austria e Germania.
D'altronde, il ministro degli Esteri tedesco Gottlieb von Jagow già il 15 luglio aveva riconosciuto che l'Italia aveva diritto sia a rimanere neutrale, sia ad essere compensata qualora l'Austria si fosse espansa, anche temporaneamente, nei Balcani.
Ma decisiva per San Giuliano fu la volontà di Vienna a non voler compensare l'Italia e comunque non con province definite italiane in territorio asburgico. A conferma di ciò il 2 agosto 1914, l'ambasciatore a Vienna Avarna scrisse al marchese che l'imperatore Francesco Giuseppe avrebbe preferito abdicare, piuttosto che firmare un accordo per la cessione all'Italia del Trentino, un territorio che apparteneva da secoli agli Asburgo.
In perfetto accordo con il Presidente del Consiglio Antonio Salandra, San Giuliano proclamò quindi la neutralità dell'Italia il 3 agosto 1914, lo stesso giorno della dichiarazione di guerra della Germania alla Francia, e il giorno prima della dichiarazione di guerra della Gran Bretagna alla Germania.
Nonostante tutto San Giuliano continuò a definirsi “triplicista”, sostenitore cioè della Triplice alleanza. Gli eventi bellici iniziali favorivano questa convinzione: la Germania sembrava destinata a battere la Francia, e l'Austria accusava notevoli difficoltà contro la Russia. Il dopoguerra avrebbe quindi visto una Germania potente e amica dell'Italia ed un'Austria stremata e ridimensionata. In una situazione del genere il gesto di Vienna di innescare la guerra sarebbe stato pagato anche con la cessione del Trentino all'Italia. Cessione che sarebbe stata legittimata dalle forze armate italiane completamente intatte.

#### I preliminari del Patto di Londra

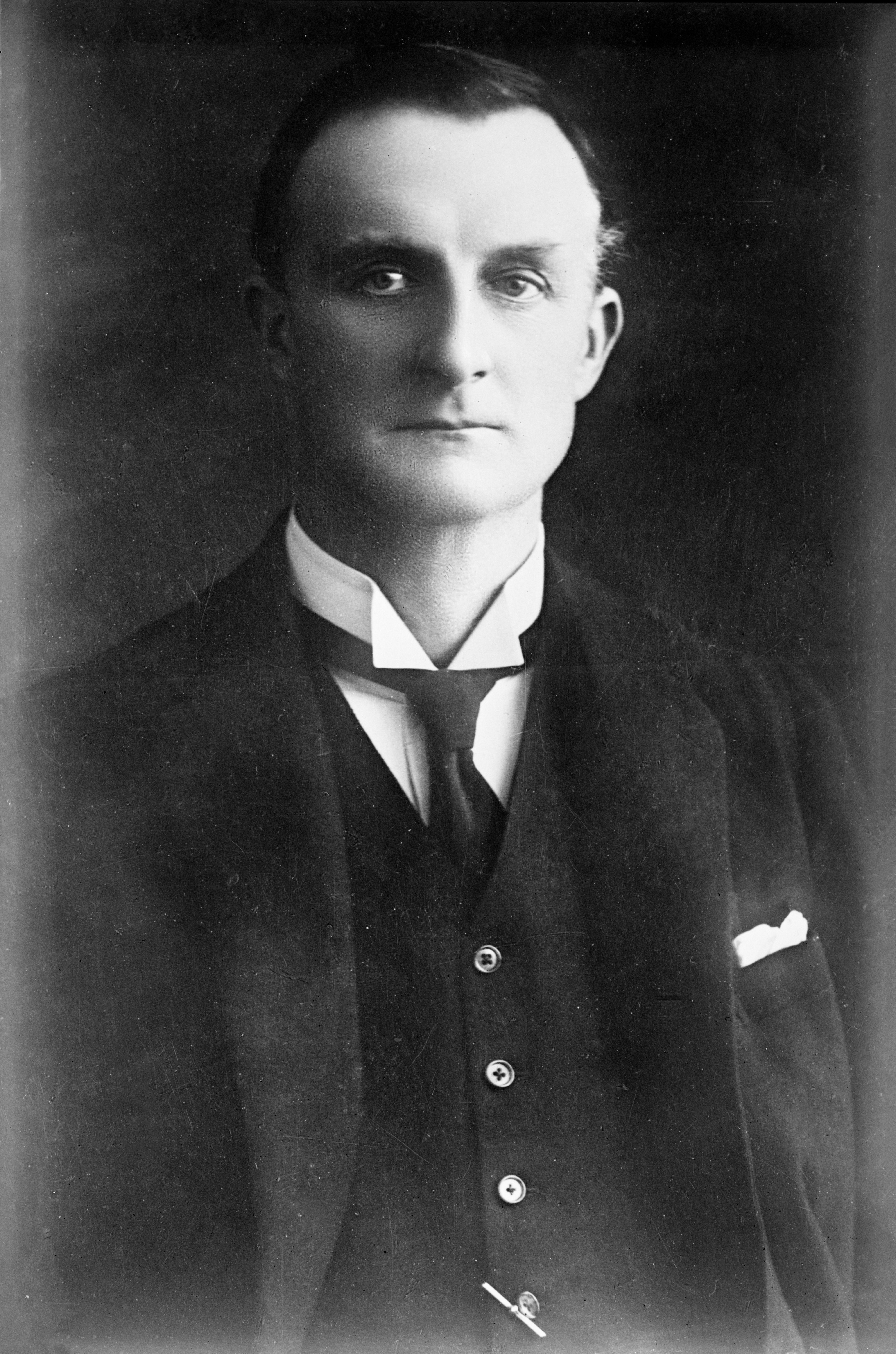
Il ministro degli Esteri britannico Edward Grey fu il principale interlocutore di San Giuliano nelle trattative per i preliminari del Patto di Londra.

Tuttavia, alla politica della neutralità “triplicista” si affiancò una graduale apertura nei confronti dell'Intesa. Avvicinamento che sarebbe stato utile nell'eventualità di un cambiamento della situazione militare. Fra i tre, il governo scelto da San Giuliano per le trattative fu quello britannico, l'unico di cui il marchese si fidasse realmente.
Già l'11 agosto 1914 il marchese, incoraggiato dalle notizie dei suoi ambasciatori su aperture dell'Intesa riguardo a eventuali acquisti territoriali per l'Italia, stilò un telegramma di istruzioni per l'ambasciatore a Londra Imperiali:
- In caso di entrata in guerra dell'Italia a fianco dell'Intesa, le quattro potenze (Francia, Gran Bretagna, Russia e Italia) non avrebbero stipulato pace separata.
- Le flotte inglese e francese, assieme a quella italiana avrebbero subito stanato e distrutto la flotta austriaca in Adriatico.
- Conseguita la vittoria, l'Italia avrebbe ricevuto Trieste e il Trentino sino al Brennero.
- In caso di crollo dell'Impero Ottomano, all'Italia sarebbe spettata la zona di Adalia (anche solo in forma di concessioni economiche).
- L'Albania poteva essere divisa fra Serbia e Grecia, ma Valona (per la sua posizione strategica) sarebbe stata eretta a città autonoma e internazionale.
- All'Italia sarebbe spettata una parte dell'eventuale indennità di guerra, corrispondente ai suoi sforzi bellici.
- Nel dopoguerra le quattro potenze avrebbero dovuto sorvegliare sul mantenimento dello status quo costituito[83].

#### L'Italia contro l'Austria: le condizioni
Fino alla morte, San Giuliano sostenne che per intervenire nella prima guerra mondiale a fianco dell'Intesa, l'Italia aveva bisogno che si verificassero tre situazioni: una morale, e cioè un casus belli contro l'Austria, anche inteso come il crollo imminente dell'Austria con il conseguente pericolo di espansione del panslavismo verso i confini dell'Italia; una tecnica: la riorganizzazione dell'esercito; e una finanziaria: rimpinguare le casse dello Stato.
Da anni malato di gotta, il marchese negli ultimi mesi di vita fu costretto quasi all'immobilità. Ricevuti gli ultimi consigli dai suoi ambasciatori, il marchese raccolse le sue ultime energie e, entro la fine di settembre o i primi giorni di ottobre 1914, stese il programma per Imperiali contenente il progetto di accordo con l'Intesa per l'entrata in guerra dell'Italia al suo fianco. Non potendo inviarlo all'ambasciatore per l'assenza di un casus belli, lo mise da parte. Salandra e Sonnino lo utilizzarono poi come base per riavviare i negoziati che avrebbero condotto al Patto di Londra del 26 aprile 1915.
L'ultimo successo il marchese lo ottenne il 6 ottobre 1914, quando Grey, a nome di tutta l'Intesa, per incoraggiare Roma ad uscire dalla Triplice, acconsentì ad una eventuale spedizione italiana a Valona. San Giuliano che viveva già da tempo al Palazzo della Consulta a Roma, sede del Ministero degli Esteri, dopo un decorso di alti e bassi della sua malattia, morì alle 14,20 del 16 ottobre 1914.
Trascorso un breve periodo in cui l'incarico fu ad interim del Primo Ministro Salandra, successivo ministro degli Esteri fu nominato Sidney Sonnino che ereditò la linea politica di San Giuliano. Poco più di sette mesi dopo la morte di quest'ultimo, l'Italia entrava in guerra contro l'Austria.

## Opere
- Un po' più luce sulla questione del prestito, Catania, Giuntini, 1880.
- Le condizioni presenti della Sicilia. Studi e proposte, Milano, Treves, 1893.
- Lettere sull'Albania, Roma, Tipografia del Giornale d'Italia, 1903.
- Articoli vari.

## Ascendenza
|                                                                 |                                                           |                                                        | Genitori                                                  |  |  | Nonni |  |  | Bisnonni                |  |  | Trisnonni                                             |  |
|                                                                 |                                                           |                                                        |                                                           |  |  |       |  |  | Orazio Paternò Castello |  |  | Antonino Paternò Castello, V Marchese di San Giuliano |  |
|                                                                 |                                                           |                                                        |                                                           |  |  |       |  |  | Orazio Paternò Castello |  |  | Antonino Paternò Castello, V Marchese di San Giuliano |  |
|                                                                 |                                                           | Maria Gravina di Crujilas                              |                                                           |  |  |       |  |  | Orazio Paternò Castello |  |  |                                                       |  |
| Antonino Paternò Castello, VI Marchese di San Giuliano          |                                                           |                                                        |                                                           |  |  |       |  |  | Orazio Paternò Castello |  |  |                                                       |  |
|                                                                 |                                                           | Rosanna Petrosi                                        | Francesco Petrosi                                         |  |  |       |  |  |                         |  |  |                                                       |  |
|                                                                 |                                                           | Rosanna Petrosi                                        | Francesco Petrosi                                         |  |  |       |  |  |                         |  |  |                                                       |  |
|                                                                 |                                                           | Rosanna Petrosi                                        | Giuseppa Grimaldi                                         |  |  |       |  |  |                         |  |  |                                                       |  |
| Benedetto Orazio Paternò Castello, VII Marchese di San Giuliano |                                                           | Rosanna Petrosi                                        |                                                           |  |  |       |  |  |                         |  |  |                                                       |  |
|                                                                 |                                                           | Bonaventura Tedeschi                                   | ?                                                         |  |  |       |  |  |                         |  |  |                                                       |  |
|                                                                 |                                                           | Bonaventura Tedeschi                                   | ?                                                         |  |  |       |  |  |                         |  |  |                                                       |  |
|                                                                 |                                                           | Bonaventura Tedeschi                                   | ?                                                         |  |  |       |  |  |                         |  |  |                                                       |  |
| Maria Concetta Tedeschi                                         |                                                           | Bonaventura Tedeschi                                   |                                                           |  |  |       |  |  |                         |  |  |                                                       |  |
|                                                                 |                                                           | Aloisia Tedeschi                                       | ?                                                         |  |  |       |  |  |                         |  |  |                                                       |  |
|                                                                 |                                                           | Aloisia Tedeschi                                       | ?                                                         |  |  |       |  |  |                         |  |  |                                                       |  |
|                                                                 |                                                           | Aloisia Tedeschi                                       | ?                                                         |  |  |       |  |  |                         |  |  |                                                       |  |
| Antonino Paternò Castello, VIII Marchese di San Giuliano        |                                                           | Aloisia Tedeschi                                       |                                                           |  |  |       |  |  |                         |  |  |                                                       |  |
|                                                                 | Francesco Maria Statella e Napoli, XI Principe di Cassaro | Antonio Maria Statella e Napoli, X Principe di Cassaro |                                                           |  |  |       |  |  |                         |  |  |                                                       |  |
|                                                                 | Francesco Maria Statella e Napoli, XI Principe di Cassaro | Antonio Maria Statella e Napoli, X Principe di Cassaro |                                                           |  |  |       |  |  |                         |  |  |                                                       |  |
|                                                                 | Francesco Maria Statella e Napoli, XI Principe di Cassaro | Eleonora di Napoli                                     |                                                           |  |  |       |  |  |                         |  |  |                                                       |  |
| Antonio Statella, XII Principe di Cassaro                       | Francesco Maria Statella e Napoli, XI Principe di Cassaro |                                                        |                                                           |  |  |       |  |  |                         |  |  |                                                       |  |
|                                                                 |                                                           | Maria Felice Naselli                                   | Giovanni Naselli                                          |  |  |       |  |  |                         |  |  |                                                       |  |
|                                                                 |                                                           | Maria Felice Naselli                                   | Giovanni Naselli                                          |  |  |       |  |  |                         |  |  |                                                       |  |
|                                                                 |                                                           | Maria Felice Naselli                                   | Livia Oneto                                               |  |  |       |  |  |                         |  |  |                                                       |  |
| Caterina Statella                                               |                                                           | Maria Felice Naselli                                   |                                                           |  |  |       |  |  |                         |  |  |                                                       |  |
|                                                                 |                                                           | Francesco Rodrigo Moncada Branciforte                  | Giovanni Luigi Moncada, IX Principe di Paternò            |  |  |       |  |  |                         |  |  |                                                       |  |
|                                                                 |                                                           | Francesco Rodrigo Moncada Branciforte                  | Giovanni Luigi Moncada, IX Principe di Paternò            |  |  |       |  |  |                         |  |  |                                                       |  |
|                                                                 |                                                           | Francesco Rodrigo Moncada Branciforte                  | Agata Branciforte                                         |  |  |       |  |  |                         |  |  |                                                       |  |
| Stefania Mocada Paternò                                         |                                                           | Francesco Rodrigo Moncada Branciforte                  |                                                           |  |  |       |  |  |                         |  |  |                                                       |  |
|                                                                 |                                                           | Giovanna Beccadelli di Bologna                         | Giuseppe Beccadelli di Bologna, VI Principe di Camporeale |  |  |       |  |  |                         |  |  |                                                       |  |
|                                                                 |                                                           | Giovanna Beccadelli di Bologna                         | Giuseppe Beccadelli di Bologna, VI Principe di Camporeale |  |  |       |  |  |                         |  |  |                                                       |  |
|                                                                 |                                                           | Giovanna Beccadelli di Bologna                         | Stefania Montaperto                                       |  |  |       |  |  |                         |  |  |                                                       |  |
|                                                                 |                                                           | Giovanna Beccadelli di Bologna                         |                                                           |  |  |       |  |  |                         |  |  |                                                       |  |